# 赤城南面道路
赤城南面道路（あかぎなんめんどうろ）は群馬県道4号前橋赤城線の前橋市富士見町小暮 - 同市富士見町赤城山までの名称。1966年（昭和41年）に県営の「赤城南面有料道路」（1995年に無料化）として開通した。また、美しい白樺林の中を通るので「赤城白樺ライン」とも呼ばれる。
1982年（昭和57年）に北面有料道路が開通し、現在では奥利根や日光方面への観光ネットワーク道路としての役割も果たす。

## 歴史
- 1966年 - 赤城南面有料道路として開通する。
- 1982年 - 北面有料道路が開通する。
- 1995年 - 前橋市富士見町小暮 - 同市富士見町赤城山間が無料化される。